# Francis Newport (1er comte de Bradford)
Francis Newport (23 février 1620 - 19 septembre 1708) est un soldat anglais, un courtisan et un homme politique Whig.

## Biographie
Né à Wroxeter, il est le fils aîné de Richard Newport (1er baron Newport), et de son épouse Rachel Leveson, fille de John Leveson (en) (vers 1555-1615) et sœur de Richard Leveson (1598-1661). Son frère cadet est Andrew Newport. En 1651, il succède à son père en tant que baron. Il fait ses études à Christ Church College, Oxford.
Il représente Shrewsbury à la fois au Court Parlement et au Long Parlement. Royaliste pendant la Première révolution anglaise, il combat en 1644 dans la bataille de Oswestry du côté du roi Charles Ier d'Angleterre et est ensuite emprisonné. Après la restauration en 1660, il est Custos Rotulorum of Shropshire, remplissant cette fonction jusqu'à son décès. La même année, il est également nommé Lord Lieutenant du Shropshire mais est remplacé par George Jeffreys, 1er baron Jeffreys en 1687, sur ordre du roi Jacques II. À la Glorieuse Révolution en 1689, il est restauré en tant que Lord Lieutenant jusqu'en 1704.
Il est contrôleur de la Maison entre 1668 et 1672. Par la suite, il est nommé trésorier de la Maison, poste qu'il occupe pour la première fois jusqu'en 1686 et trois ans plus tard, jusqu'à sa mort en 1708. Il est Cofferer of the Household de 1689 jusqu'à la mort du roi d'Angleterre Guillaume III en 1702 .
En 1668, il est admis au Conseil privé anglais expulsé en 1679 pour son opposition au gouvernement mais réadmis en 1689. Le 11 mars 1675, il est élevé à la pairie en tant que vicomte Newport, de Bradford, dans le comté de Shropshire, sa résidence principale. Le 11 mai 1694, il est créé comte de Bradford.

## Famille et mort

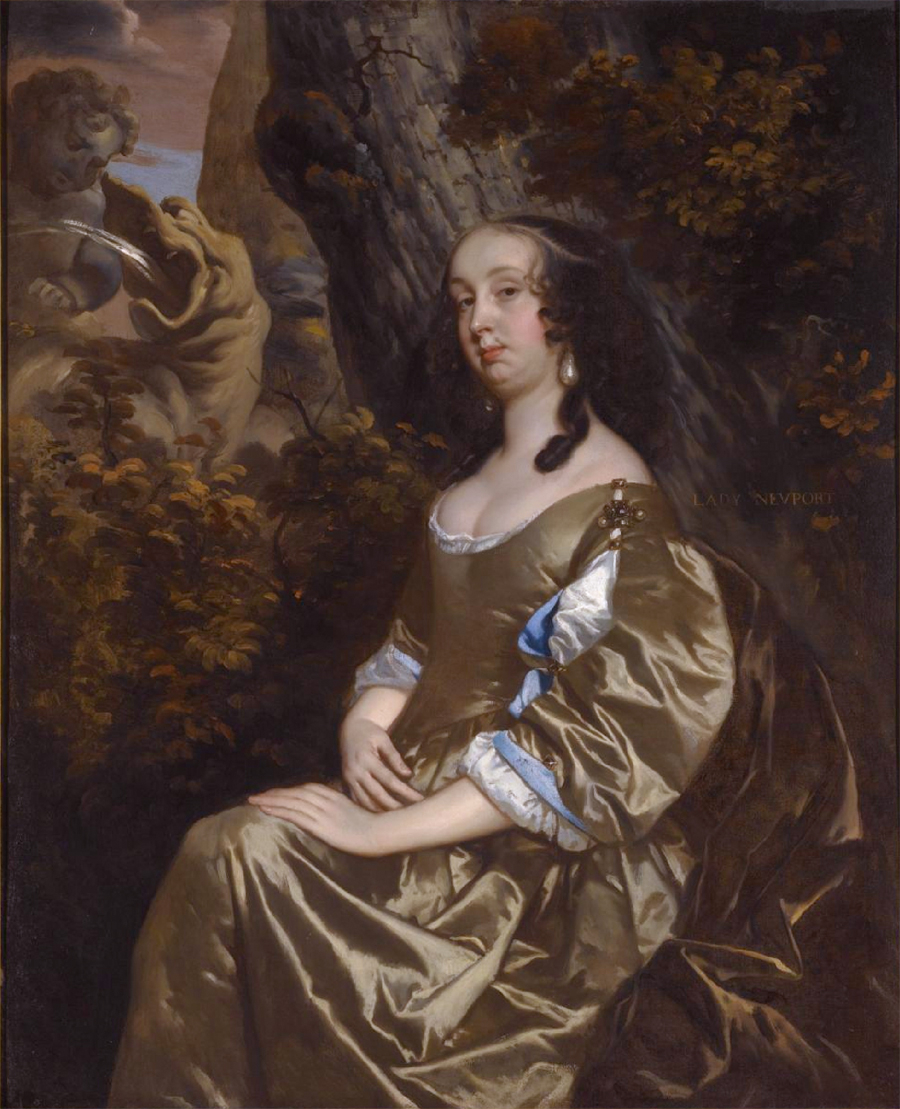
Diana Russel, Lady Newport (Peter Lely)

Le 28 avril 1642, Newport épouse Diana Russell, quatrième fille de Francis Russell (4e comte de Bedford) à St Giles-in-the-Fields, à Londres et a cinq filles et quatre fils. Il est mort à Twickenham à l'âge de 88 ans.
Il est enterré à l'église St Andrew, Wroxeter, deux semaines plus tard et son fils aîné, Richard Newport, 2e comte de Bradford, lui succède. Son fils cadet, Thomas Newport, 1er baron Torrington, est lui aussi élevé à la pairie d'Angleterre.